# IC 1207
IC 1207 — галактика типу *Grp (велика група зірок) у сузір'ї Скорпіон.
Цей об'єкт міститься в оригінальній редакції індексного каталогу.